# Amb els ulls tancats
Amb els ulls tancats (The Happy Ending) és una pel·lícula estatunidenca dirigida per Richard Brooks estrenada el 1969.

## Argument[1]
Mary Wilson és una dona que es refugia en els tranquil·litzants i l'alcohol per suportar les contínues infidelitats del seu marit. El seu marit Fred, un prestigiós advocat, prepara una festa amb motiu del seu setzè aniversari de casament. Durant la celebració es posarà de manifest que el matrimoni dels Wilson és una farsa.

## Repartiment
- Jean Simmons: Mary Wilson
- John Forsythe: Fred Wilson
- Lloyd Bridges: Sam
- Theresa Wright: Sra. Spencer
- Dick Shawn: Harry Bricker
- Nanette Fabray: Agnes
- Bobby Darin: Franco
- Tina Louise: Helen Bricker
- Kathy Fields: Marge Wilson
- Gail Hensley: Betty
- Shirley Jones: Flo
- Eve Brent: Ethel
- William O'connell: Minister
- Barry Cahill: Handsome Man
- Miriam Blake: Cindy

## Nominacions
- Oscar a la millor actriu per Jean Simmons
- Oscar a la millor cançó original per Michel Legrand (música), Alan i Marilyn Bergman (lletra) per la cançó "What Are You Doing for the Rest of Your Life?"
- Globus d'Or a la millor actriu dramàtica per Jean Simmons
- Globus d'Or a la millor cançó original per Michel Legrand (música), Alan Bergman (lletra), Marilyn Bergman (lletra) per la cançó "What Are You Doing for the Rest of Your Life?"